# 미마타역
미마타역(일본어: 三股駅)은 일본 미야자키현 기타모로카타군 미마타정에 있는 규슈 여객철도 닛포 본선의 역이다. 섬식 승강장 1면 2선의 구조를 지닌 지상역이다.

## 이용 현황
| 연도     | 하루 평균 승차 인원 | 연도     | 하루 평균 승차 인원 |
| 2002년도 | 226                 | 2006년도 | 223                 |
| 2004년도 | 247                 | 2007년도 | 232                 |
| 2005년도 | 232                 | 2009년도 | 256                 |
| -------- | ------------------- | -------- | ------------------- |

## 역사
- 1914년 2월 11일 : 미마타역으로서 개업.
- 1972년 3월 15일 : 히가시미야코노조역(일본어: 東都城駅)으로 개칭.
- 1986년 3월 3일 : 14년 만에 미마타역으로 재개칭.
- 1987년 4월 1일 : 민영화에 따라, 규슈 여객철도로 이관.

## 역 주변
- 미마타 정 산업회관
- 미마타 정청
- 가쓰오카 온천

## 인접 정차역
| 닛포 본선            | 닛포 본선   | 닛포 본선                    |
| -------------------- | ----------- | ---------------------------- |
| 모치바루 고쿠라 방면 | ■ 닛포 본선 | 미야코노조 가고시마추오 방면 |